# Guardians (The Walking Dead)
«Guardianes» —título original en inglés: « Guardians »— es el décimo segundo episodio de la novena temporada de la serie de televisión posapocalíptica, horror The Walking Dead. El guion estuvo cargo La Toya Morgan y Michael E. Satrazemis dirigió el episodio. El episodio salió al aire en el canal AMC el 3 de marzo de 2019. Fox hizo lo propio en España e Hispanoamérica el día siguiente.

## Trama
Mientras Alpha lleva a su grupo de regreso a su campamento, ella exige que Lydia revele cualquier información que haya aprendido mientras estuvo cautiva en Hilltop, pero Lydia afirma que había poco interés. El grupo encuentra que están siendo seguidos por Henry y es capturado por el segundo al mando de Alpha, Beta. Alpha le dice a Beta que ella sospecha que Lydia le ha mentido. En el campamento, cuando aseguran a Henry, Alpha le explica por qué se disfrazan de caminantes, mientras los fuertes se adaptan mientras que los débiles mueren. Un Susurrador masculino, con su compañera, desafian el liderazgo de Alpha. Alpha agarra a su compañera, sabiendo que ella ha estado en un gran desacuerdo dentro del grupo y la decapita con un trozo de alambre. Ella le da la cabeza al Susurrador rebelde antes de apuñalarlo fatalmente, todo ante un sorprendido Henry. Sus cuerpos son dejados fuera del campamento para alejar a una horda caminante. Esa noche, bajo la sugerencia de Beta, Alpha agarra a Lydia y le dice que mate a Henry para demostrar su fuerza. Lydia parece lista para matar a Henry cuando aparece una horda caminante en el campamento, creando una confusión masiva. Daryl y Connie, que han estado siguiendo el camino de Henry, lo liberan y se preparan para retirarse. Henry convence a Lydia para que venga con ellos.
Dentro de Alexandría, Michonne se encuentra en desacuerdo con otros miembros del consejo de comunidades, particularmente con Siddiq y Gabriel; estaba preocupada por no conocer la misión de Rosita y Eugene de establecer una torre de radio, mientras que Gabriel señala que Michonne con frecuencia anula sus decisiones, y específicamente no permite que Alexandria participe en la próxima feria del Reino por preocupaciones sobre su seguridad. Michonne va a ver a Negan, que ha regresado a su celda. Negan revela que sabe mucho de la situación debido a los chismes que escucha afuera de su ventana y trata de que Michonne confíe en él, pero ella se niega. Michonne regresa a su casa para castigar a Judith, ya que todavía está hablando con Negan, pero Judith insiste en que Negan ha cambiado. Michonne se niega a creer que las personas pueden cambiar hasta que Judith le dice a Michonne que ella misma cambió. Mientras está molesta con Judith, Michonne se toma muy en serio este consejo y le dice a Aaron que no anulará una votación para permitir que Alexandria participe en la feria, a pesar de que cree que todavía es una mala idea.
Mientras tanto, el embarazo de Rosita con el hijo de Siddiq continúa. Tanto Gabriel como Eugene luchan con sus propios intereses románticos pasados en Rosita. Eugene, evaluando lógicamente su posición, se da cuenta de que probablemente no tiene oportunidad, pero alienta a Gabriel a hacer esfuerzos para seguir viendo a Rosita, ya que está claro que los dos se aman mucho.

## Producción

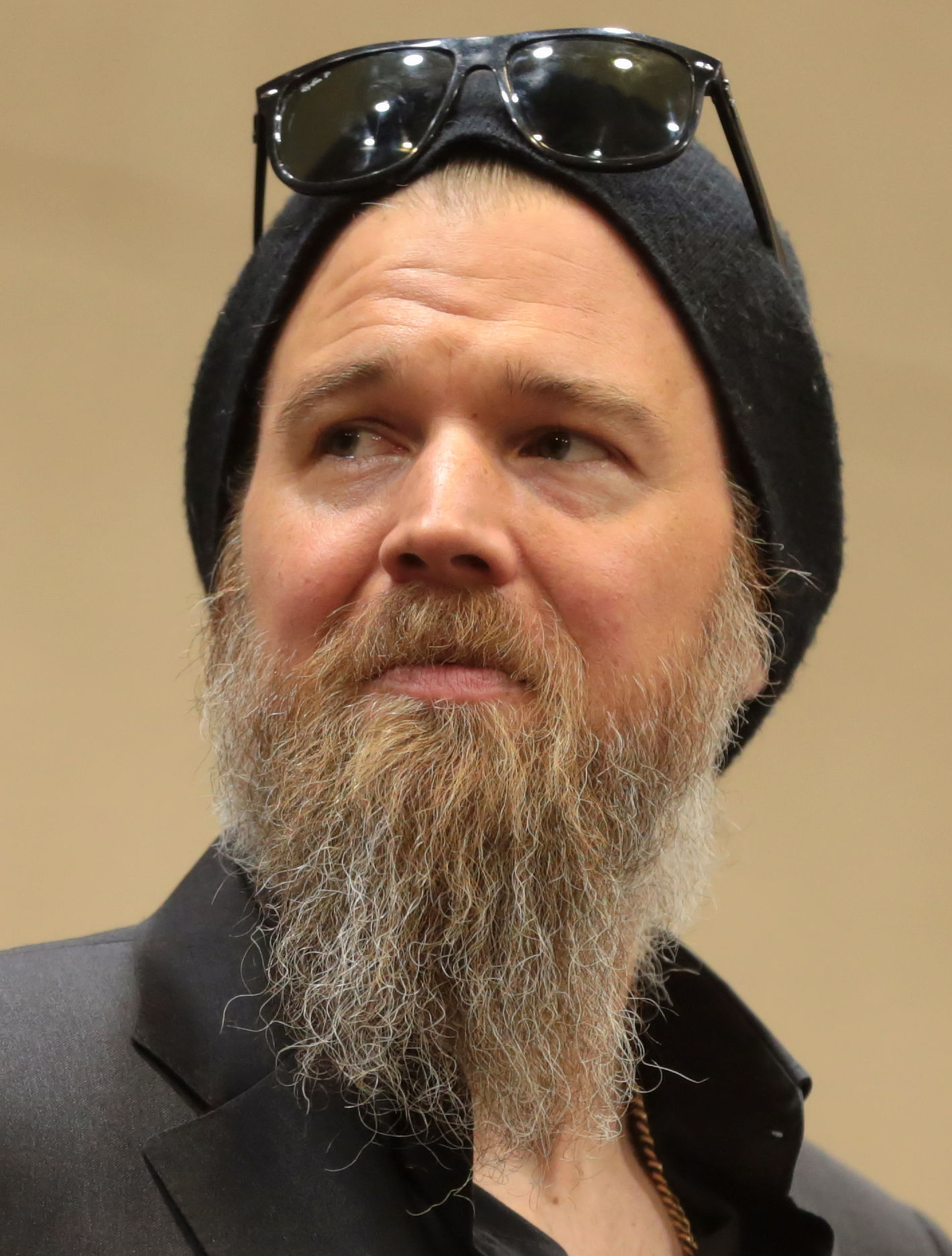
Este episodio marca el debut de Ryan Hurst como Beta, el segundo al mando de los Susurradores.

Este episodio presenta a Ryan Hurst como Beta, el segundo al mando de los Susurradores; su casting se anunció por primera vez en agosto de 2018. A partir de este episodio, Tom Payne (Paul "Jesús" Rovia) no aparece en los créditos de apertura.
Los actores principales Alanna Masterson (Tara Chambler), Melissa McBride (Carol Peletier), Katelyn Nacon (Enid), Khary Payton (Ezekiel) no aparecen pero sus nombres aparecen en los créditos de apertura y Callan McAuliffe (Alden) esta acreditado pero también está ausente, pero se acredita en la sección de "co-protagonistas".

## Recepción

### Recepción crítica
"Guardians" recibió críticas positivas de los críticos. En Rotten Tomatoes, el episodio tiene un índice de aprobación del 81% con una puntuación promedio de 6.78 sobre 10, basado en 16 comentarios. El consenso crítico dice: "Guardians presenta historias duales de liderazgo probado con resonancia temática y le brinda a la malévola Alpha una gran oportunidad para demostrar su maldad, aunque The Walking Dead sigue ocultando el contexto crucial a los espectadores que desean entender las motivaciones de sus héroes".

### Calificaciones
Guardians" recibió una audiencia total de 4.71 millones con una calificación de 1.7 en adultos de 18 a 49 años. Fue el programa de cable mejor calificado de la noche y mejoró en audiencia desde la semana anterior.